# Lista de duques de Gueldres

Brasão de armas original do condado e ducado de Gueldres

Abaixo consta a relação dos condes e duques de Gueldres, condado e ducado histórico dos Países Baixos.

## Condes de Gueldres

### Casa de Wassenberg
O primeiro conde de Gueldres foi Gerardo IV de Wassenberg, lorde de Wassenberg.
- antes de 1096 – por volta de 1129: Gerardo I
- por volta de 1129 – por volta de 1131: Gerardo II, o alto
- por volta de 1131 – 1182: Henrique I
  - por volta de 1160 – por volta de 1181: Gerardo, regente
- 1182 – 1207: Oto I
- 1207 – 1229: Gerardo III
- 1229 – 1271: Oto II, o manco
- 1271 – 1318: Reinaldo I
- 1318 – 1343: Reinaldo II, o negro
- 1343 – 1361: Reinaldo III, o gordo

## Duques de Gueldres

Brasão após 1379

Durante o reinado de Reinaldo III, o condado de Gueldres tornou-se ducado.

### Casa de Wassenberg
- 1343 – 1361: Reinaldo III, o gordo[1]
  - 1343 – 1344: Leonor, regente, filha de Eduardo II de Inglaterra, esposa de Reinaldo II Maccan De Gueldres[1]
- 1361 – 1371: Eduardo, irmão de Reinaldo III Maccan De Gueldres[1]
- 1371 – 1371: Reinaldo III Maccan De Gueldres, o gordo[1]

### Casa de Jülich-Hengebach
- 1371 – 1402: Guilherme I[1]
  - 1371 – 1377: Guilherme, regente
- 1402 – 1423: Reinaldo IV[1]

### Casa de Egmond
- 1423 – 1465: Arnoldo, neto da irmã de Reinaldo IV
  - 1423 – 1436: João, regente
- 1465 – 1471: Adolfo
- 1471 – 1473: Arnaldo

Arnaldo vendeu o ducado de Gueldres a Carlos, o Temerário, Duque da Borgonha, que foi reconhecido pelo Sacro Império Romano-Germânico como duque de Gueldres.

### Casa de Borgonha
- 1473 – 1477: Carlos I, o Temerário
- 1478 – 1482: Maria, a rica, esposa de Maximiliano

### Casa de Habsburgo
- 1477–1482: Maximiliano, regente por casamento
  - 1482 – 1492: Filipe I, o belo

### Casa de Egmond
A família Egmond não desistiu de reivindicar Gueldres, e Carlos de Egmond conquistou o ducado em 1492. Ele permaneceu no poder com o apoio do rei da França.
- 1492 – 1538: Carlos II, filho de Adolfo

### Casa de Cleves
- 1538 – 1543: Guilherme II, o Rico

### Casa de Habsburgo
- 1543–1555: Carlos III
- 1555–1598: Filipe II

O ducado então voltou aos donos originais, as famílias Paats e van Dijck-Egmond